# Desarrollo territorial
El desarrollo territorial es un proceso permanente y complejo, implementado por los actores del territorio mediante estrategias colectivas con el objetivo de mejorar la calidad de vida de la comunidad y teniendo en cuenta los diferentes sectores y dimensiones del territorio. Dicho proceso valora el establecimiento de redes horizontales, alternativas y complementarias a las redes jerárquicas públicas y de mercado e involucra, además del crecimiento económico, la participación y las interacciones sociales, los entramados institucionales, el aprendizaje colectivo, los cambios culturales y de relaciones de poder.
Se basa en las realidades locales en cuanto a capacidad de liderazgo, de concertación y de manejo de conflictos, en la creatividad, en la capacidad emprendedora e innovadora, en la solvencia técnica, en la capacidad organizativa, de gestión y de articulación con el contexto institucional y de mercado a escala regional, nacional y global.
La literatura sobre desarrollo territorial hace énfasis en el aprendizaje y la innovación como factores endógenos importantes para el desarrollo.
En este marco, el desarrollo territorial es un proceso implementado por los actores del territorio, que procura fortalecer las capacidades locales y aprovechar los recursos propios y externos para consolidar el entramado socioinstitucional y el sistema económico-productivo local, con el propósito de mejorar la calidad de vida de esa comunidad.
Según el planteamiento del Programa LEADER (Liaisons Entre Actions de Dèveloppement de l' Èconomie Rurale), el enfoque territorial consiste en definir una estrategia de desarrollo a partir de las realidades, puntos fuertes y débiles de un territorio.
El fundamento del enfoque territorial se vincula a la toma de conciencia creciente del papel de los recursos endógenos en la búsqueda de un desarrollo duradero, originado en las fuerzas vivas locales y destinado a éstas.

### Características
- La existencia de una base de recursos naturales específica...
* Una identidad (entendida como historia y cultura locales) particular
* Relaciones sociales, instituciones y formas de organización propias, conformando un tejido o entramado socio institucional (resultado de las diversas interacciones entre los actores e instituciones) característico de ese lugar
* Determinadas formas de producción, intercambio y distribución del ingreso. Todas estas características imprimen al territorio una identidad, como una huella digital, que lo hace único, poniendo de relieve que el territorio no es un mero soporte geográfico de recursos y actividades económicas sino una construcción social producto de las interrelaciones y decisiones de los actores locales en torno a un proyecto de desarrollo concertado entre todos ellos.

## Dimensiones
Dimensión económico-productiva, en donde se apunta a lograr la competitividad en todas las actividades económicas que se llevan a cabo en la localidad, sean productivas o no.
Dimensión sociocultural, para la cual lo fundamental es el fortalecimiento de la identidad y del capital social del territorio como camino hacia la equidad en la distribución de recursos.
Dimensión ambiental, cuyo objetivo principal es la sustentabilidad, mediante la implementación de un proceso de desarrollo sostenible, que es aquel capaz de satisfacer las necesidades de la generación presente sin comprometer la capacidad de las generaciones futuras para atender a sus propias necesidades. Alburquerque sostiene que "…la estrategia de desarrollo local sostenible insiste en la importancia del mantenimiento de la población agraria en el medio rural, tratando de diversificar sus actividades hacia la puesta en valor del medio ambiente natural; el desarrollo de actividades forestales; la incorporación de elementos de calidad en actividades como la agricultura biológica, la artesanía o las agroindustrias locales; y la conservación y valorización del patrimonio cultural como soporte fundamental para el impulso del turismo rural." (Alburquerque, 2003: 12)
Dimensión político-institucional, enfocada hacia el logro de la gobernabilidad, definida como la capacidad de los actores para garantizar una gestión democrática de la sociedad local, asegurando a todos los habitantes del territorio la posibilidad de acceder a los foros de toma de decisiones. La gobernabilidad se encuentra reflejada en la generación de consensos y articulaciones entre los distintos actores sociales de una comunidad.